# Lluc Crisoberges
Lluc Crisoberges (en llatí: Lucas Chrysoberges, en grec antic: Λουκάς Χρυσοβέργης) va ser un escriptor canonista i religiós romà d'Orient, nomenat patriarca de Constantinoble l'any 1156. Va succeir Constantí Cliarè.
Va presidir el sínode de Constantinoble celebrat l'any 1166 on es van discutir diverses qüestions sobre la naturalesa del Pare, del Fill i de l'Esperit Sant, i va morir probablement el 1169 o el 1170.
Les seves obres s'han perdut, però es conserven alguns fragments de Decreta Synodalia decrets sinodals sobre temes diversos: De Clericis qui se immiscent saecularibus Negotiis ('Dels clergues que s'interposen en afers seculars'), De indecoris et scenicis Ritibus sanctorum notariorum Festo abrogandis ('Sobre l'abrogació d les obres teatrals indecoroses...'), Ne Clerici turpilucra fiant, aut medici ('Que els clergues no siguin indecorosos ni metges') i alguns poemes en versos iàmbics i un altre sobre el dejuni. Fabricius l'inclou a la Bibliotheca Graeca.